# Parhelophilus almasyi
Parhelophilus almasyi är en tvåvingeart som beskrevs av Szilady 1940. Parhelophilus almasyi ingår i släktet strandblomflugor, och familjen blomflugor. Inga underarter finns listade i Catalogue of Life.